# Pepillo Salcedo
Pepillo Salcedo è un comune della Repubblica Dominicana di 9.245 abitanti, situato nella Provincia di Montecristi. In precedenza era conosciuto con il nome di Manzanillo per il fatto che la parte maggiore del comune era ubicato presso la baia di Manzanillo.(2)

## Geografia fisica
Pepillo Salcedo  è localizzato nelle vicinanze della frontiera con Haiti  nei pressi della foce del rio Massacre.Il clima  è semiarido ,con una temperatura media di 26,5°e con una media di precipitazioni annue attorno ai 700 mm. L'evaporazione media è di 1800 mm il che lascia un grosso deficit idrico causato dalla costante presenza di venti alisei.

## Popolazione
La popolazione di Pepillo Salcedo è di 9.245 abitanti, secondo il censimento del 2002 (3), di cui 4.688 uomini e 4.557 donne. La parte urbana è di 3.716 persone mentre la parte rurale è di 5.529 abitanti.

## Storia
Anticamente conosciuto come Manzanillo fu elevato al rango di comune nell'anno 1948 e nel successivo prese il nome attuale in onore del presidente della Repubblica Dominicana  Josè  Antonio Salcedo.

## Economia
La principale attività è l'agricoltura specialmente alla produzione di banane destinate alla esportazione. La Corporación Portuaria del Atlántico costruì un porto negli anni cinquanta (tuttora presente)  con oltre 220 metri di banchine.